# Канадский футбол
Кана́дский футбо́л (англ. Canadian football, фр. football canadien) — командный вид спорта, возникший в Канаде. Сочетает сложные стратегии с интенсивной игрой. Цель игры — с овальным мячом в руках войти в зачётное поле соперника в конце площадки. Мяч можно проносить в руках (бег) или бросать игроку своей команды (передача). Очки зарабатываются различными способами, например при пересечении с мячом линии ворот, броске мяча другому игроку, находящемуся за линией ворот, блокировке ног противника с мячом в его зачётном поле или при забивании мяча ногой между штангами неприятельских ворот. Победившей считается команда, получившая большее число очков к концу игры.
Появление регби в Канаде восходит к началу 1860-х годов. Эта дисциплина многие годы развивалась и превратилась в канадский футбол. И Канадская футбольная лига (КФЛ) — первая профессиональная лига в этом виде спорта,— и Футбол Канада — федерация любительского спорта — ведут своё начало с 1884 — года преобразования Canadian Rugby Football Union.
Лишь 2 действующие команды КФЛ — Торонто Аргонавтс и Гамильтон Тайгер-Кэтс — также возникли в те времена.

## История

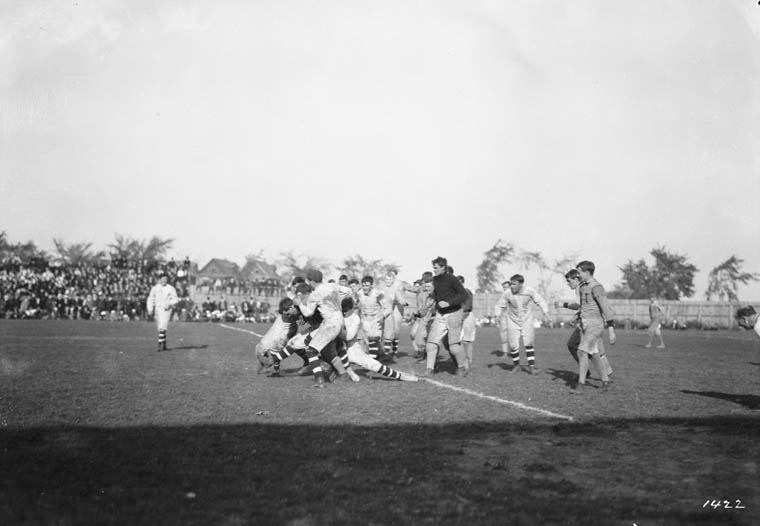
Партия между Гамильтон Тайгер-Кэтс и неизвестной командой из Оттавы в 1910

Первый футбольный матч, подтверждённый документальными данными, прошёл 9 ноября 1861 в University College (Торонтский университет). Вскоре в этом университете был сформирован футбольный клуб, хотя к тому времени правила игры ещё не были чётко сформулированы.
В 1864 в торонтском Тринити-Колледже Ф. Барлоу Камберленд и Фредерик А. Бетюн изложили её правила на основе регби. Однако считается, что современный канадский футбол берёт своё начало от матча по регби, сыгранного в Монреале в 1865, когда офицеры британской армии, стоявшие гарнизоном в Монреале, встретились лицом к лицу с командой, состоявшей из гражданских. Новая игра постепенно привлекает к себе интерес, и в 1868 основывается Montreal Football Club, ставший первым неуниверситетским футбольным клубом в Канаде.
Вскоре этот rugby-football становится популярным в монреальском Университете Макгилла. В 1874 Макгилл пригласил Гарвардский университет сыграть одну партию. И благодаря именно этому студенческому состязанию эта игра попала в США. В несколько видоизмененных правилах эта игра известна теперь как американский футбол.
Предшественниками Канадской футбольной лиги были, в частности, Canadian Rugby Football Union (CRFU) и Canadian Rugby Union. Первым из них был создан CRFU в 1882.
Так как правила американского футбола очень сближают его с канадским футболом, КФЛ поддерживает тесные отношения с американской National Football League (NFL). Многие американские игроки приезжают играть в КФЛ.

## Лига и чемпионаты

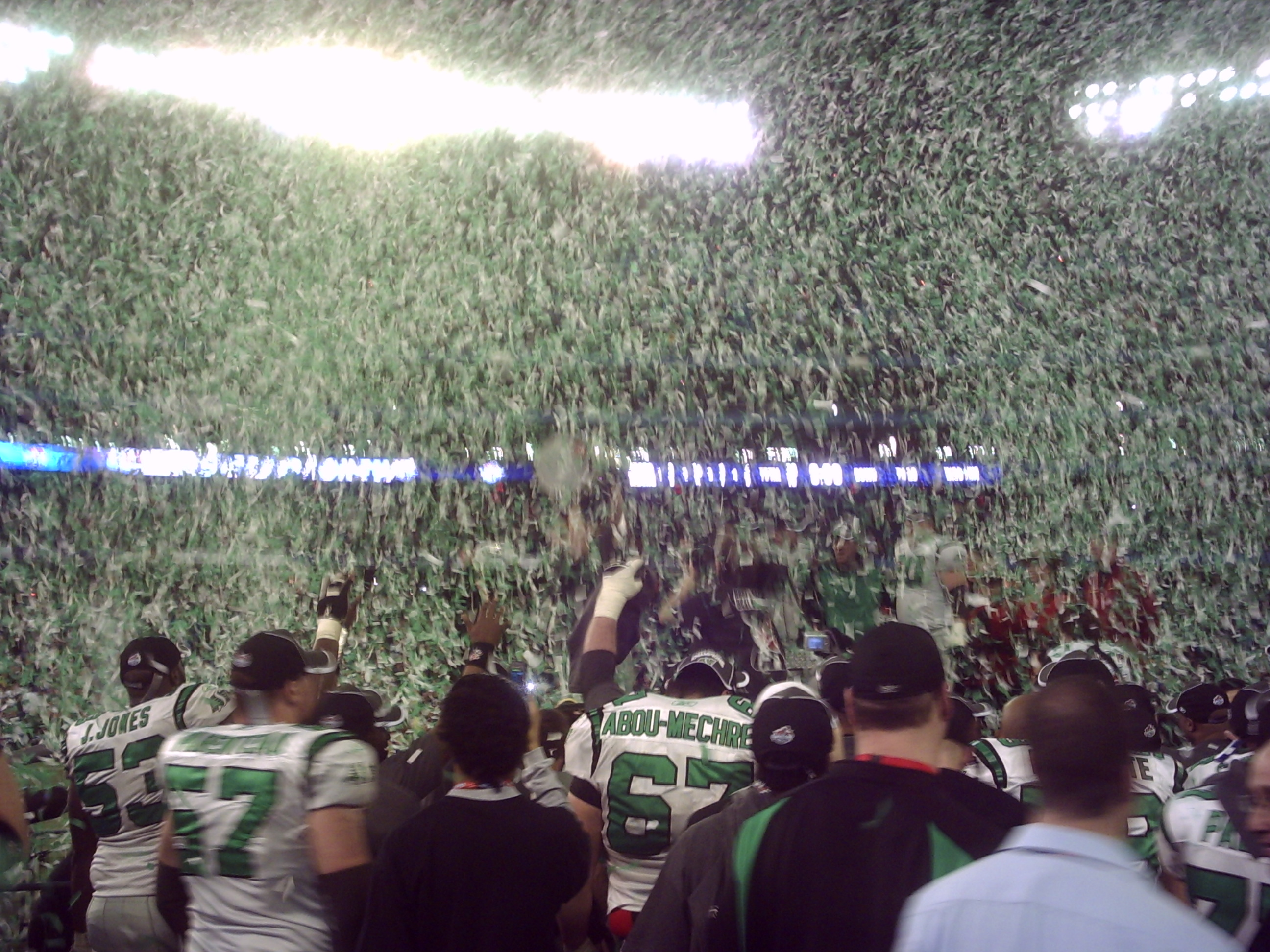
В 2007 кубок Грея выигрывают Саскачеван Рафрайдерс. Торонто, Канада.

Канадская футбольная лига — популярнейшая и единственная крупная профессиональная лига канадского футбола. Её чемпионат Кубок Грея — крупнейшее канадское спортивное событие, за которым следит примерно третья часть населения.
В канадский футбол играют также в средней школе, на молодёжном, обще-профессиональном, университетском и полупрофессиональном уровнях. Canadian Junior Football League и Молодёжная футбольная лига Квебека объединяют игроков в возрасте от 18 до 22 лет. Кубок Ванье — это университетский канадский футбольный чемпионат. В последние годы популярность завоёвывают и вышестоящие лиги, в том числе Alberta Football League.
В Храме славы канадского футбола собраны свидетельства о подвигах и достижениях в этой области.

## Площадка

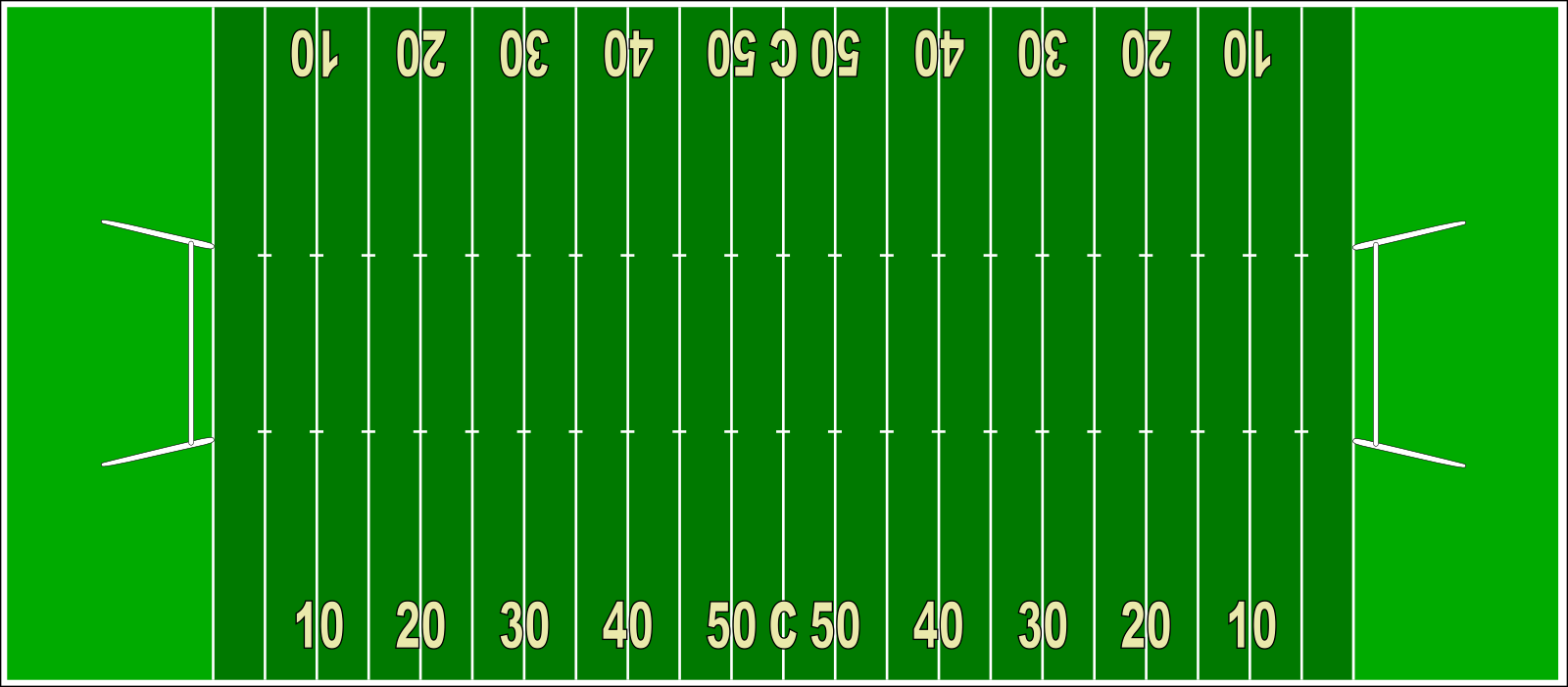
Схема площадки канадского футбола

Игровое поле (field-of-play) насчитывает 110 ярдов (100,58 м) в длину и 65 ярдов (59,44 м) в ширину. Таким образом, оно длиннее, чем поле для игры в американский футбол, имеющее 100 ярдов (91,45 м) в длину и 53 1/3 ярда (49,39 м) в ширину. Зачётные поля (endzones), расположенные по краям, увеличивают длину площадки на 20 ярдов (18,29 м) каждое. Границы площадки обозначаются по внутренней стороне линий, обрамляющих поверхность, образованную игровым полем и зачётными полями. Таким образом, имеются две боковых линии (side-lines), две линии ворот (goal-lines), четыре боковых линии в зачётном поле (side-lines-in-goal) и две предельных линии (dead-lines).
Игровое поле размечено линиями, перпендикулярными большой оси площадки, в 5 ярдах (4,57 м) друг от друга. При пересечении с этими линиями проведены короткие перпендикулярные отрезки на расстоянии 24 ярда от боковых линий (hash marks). На каждой половине игрового поля каждые 5 ярдов делаются отметки расстояния, пройденного от линии ворот.
Штанги ворот размещены в центре каждой линии ворот. Расстояние между двумя штангами составляет 18 футов 6 дюймов (5,64 м). Их высота 40 футов (12,19 м). Они соединены поперечной перекладиной. Она размещается на высоте 10 футов (3,04 м).

### Мяч

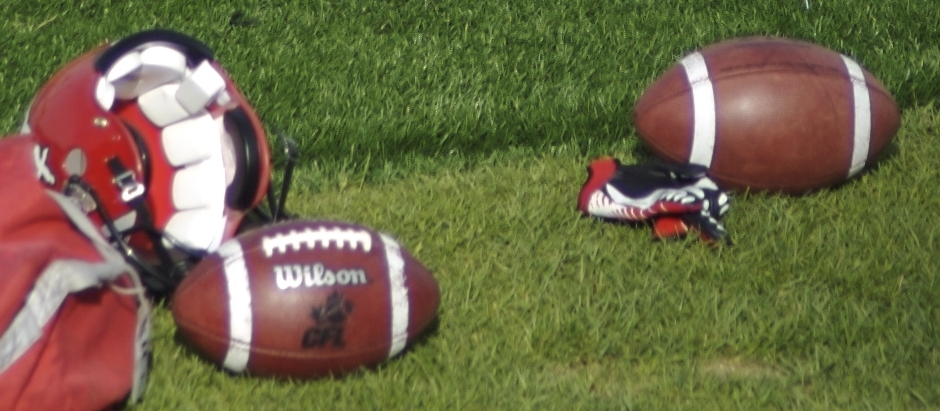
Мячи и каски

Мяч из коричневой кожи накачан с давлением от 12,5 до 13,5 фунтов на квадратный дюйм. Предписанный уставом КФЛ футбольный мяч имеет размер от 11 до 11,25 дюймов в длину. Шнурки не могут быть выставлены более чем на 4 ³/8 дюйма в длину и быть более 1 1/8 дюйма в ширину. Мяч весит от 14 до 15 унций.

## Игра

### Продолжительность
Партия длится 60 минут и предполагает два периода, называемые «половинами» и разделённые перерывом. Каждая половина разделяется ещё на два периода, называемые «четвертями»; каждая четверть длится 15 минут. По определённым точным правилам после каждой игры хронометр может быть остановлен или может продолжать отсчёт; команды могут также пользоваться во время партии определённым числом игровых остановок, или «мёртвым временем».

### Цель
Цель игры — донести мяч в неприятельское зачётное поле, чтобы получить очки в соответствии с правилами:
- Гол (6 очков): Гол засчитывают, когда игрок владеет мячом в неприятельском зачётном поле или если часть мяча, который несёт игрок, проходит через (касается) поверхность линии ворот противника.
- Пласировка (3 очка): мяч, по которому с силой ударяют с земли и который проходит над поперечной перекладиной ворот противника и между двумя штангами. Полевой гол или «field goal» оценивается 3 очками. Если гол не удаётся, но мяч не выходит за границы площадки, игра продолжается.
- Гол безопасности (2 очка): Гол безопасности («safety») оценивается 2 очками. Он засчитывается, если обладателя мяча задерживают за ноги в его собственном зачётном поле или он выходит за его границы, или если в этом поле нападающая команда совершает неправильную подачу.
- Одиночная, или красная игра (1 очко): Одиночная игра засчитывается, если обладатель мяча задерживается за ноги в своём собственном зачётном поле после гола или если мяч выходит за границы зачётного поля после первого удара по мячу, отбойного удара или неудавшегося вбрасывания.
- Реализация попытки (1 или 2 очка): После гола забившая его команда может получить 1 или 2 дополнительных очка:
  - Ударив по мячу по образцу полевого гола с неприятельской линии в 5 ярдов. Этот вид реализации попытки оценивается 1 очком.
  - Забив полноценный гол после вбрасывания мяча с неприятельской линии в 5 ярдов. Этот вид реализации попытки оценивается 2 очками. Его гораздо сложнее выполнить, чем сильный удар, и он используется лишь в особых случаях, когда команда должна быстро укреплять свои позиции.

### Игроки

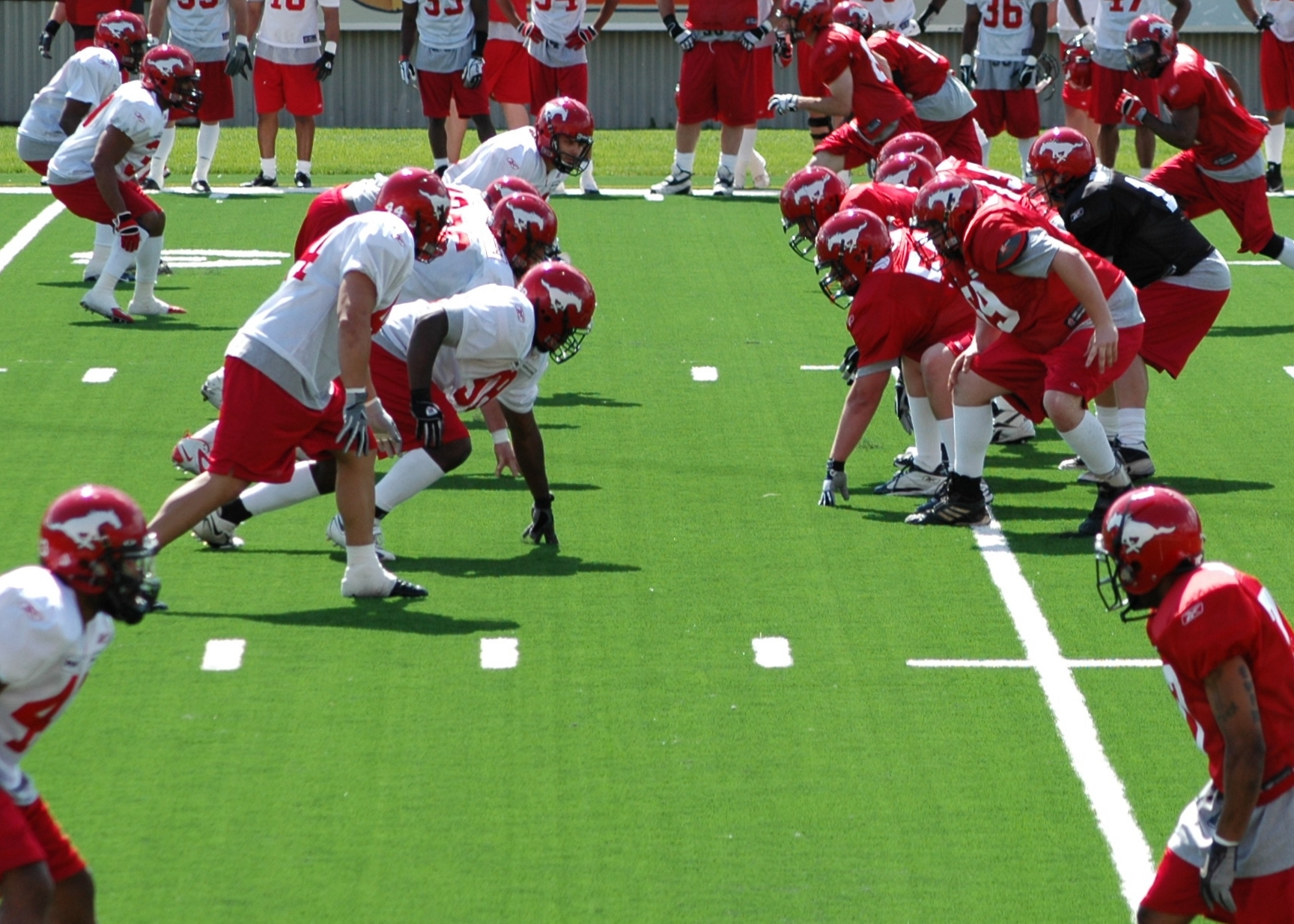
Калгари Стампидерс на тренировке перед сезоном 2006 Канадской футбольной лиги

Матч канадского футбола проводится согласно двум различным тактикам игры: нападению и защите. Ежеминутно одна из двух команд находится в фазе нападения, тогда как другая — в оборонительной фазе. Перемена между двумя фазами происходит по различным обстоятельствам, детализированным ниже.
Две команды по 12 игроков занимают позиции несколькими способами в зависимости от стратегии в данный момент. Каждый игрок соответствует одной установленной позиции и стратегической роли:
В нападении:
- Центральный игрок («Ц»)
- Защитники («З»)
- Блокирующие полузащитники («Б») или tackles
- Игроки на краю поля («ИК») или wide receivers
- Слотбеки («СБ») или tight ends or slotback
- Куортербек («К») или quarter back
- Фулбек («ФБ») или running back: fullback
- Хавбек («ХБ») или running back: halfback or tailback

В обороне:
- Оборонительные полузащитники («ОП») или defensive tackles
- Оборонительные крайние нападающие («ОК») или defensive ends
- Корнербеки («КБ») или corner backs
- Лайнбекеры («Л») или line backers
- Полузащитники («ПЗ») или strong safetys
- Сейфти («С») или safety

### Ход игры
Игра начинается первым ударом по мячу. Этот удар производится в начале каждой половины или для возобновления игры после забитого гола. В большинстве случаев он используется для того, чтобы отправить мяч как можно дальше в неприятельское поле. Игрок команды противника обязан поймать мяч и пытаться пронести мяч в руках. Место, где игрок, поднявший мяч, задерживается за ноги, определяет впоследствии место, откуда для его команды начнётся фаза нападения.
Команда, владеющая мячом, находится в фазе нападения и располагает тремя попытками пробежать 10 ярдов. Перед каждой попыткой атакующая команда обычно проводит краткое совещание, во время которого куортербек объясняет стратегию попытки. Если в результате трёх попыток команда не прошла этого расстояния, мяч передаётся противнику. Тогда противник получает мяч в том месте, где окончилось нападение: это так называемый поворот. Во избежание получения мяча неприятельской командой слишком близко к зачётному полю и предоставления ей благоприятного положения для гола нападающая команда может произвести сильный удар по мячу (обычно во время третьей попытки), чтобы отбить мяч. Это действие называется отбойным ударом.
В фазе нападения могут быть использованы два способа движения вперёд:
- Бег: В этой форме игры мяч передаётся куортербеком прямо из рук в руки другому специальному игроку, называемому хавбеком. Тогда последний должен бежать с мячом, избегая неприятельских защитников. Существует много вариантов этого вида нападения, например, куортербек может сам бежать с мячом или даже передавать его хавбеку, используя короткую передачу.
- Передача вперёд: Куортербек совершает передачу одному из приёмщиков, который заблаговременно переместится по площадке согласно вполне определённой траектории. Эта траектория, известная заранее обоим игрокам, кроме синхронизации пасующего игрока и приёмщика позволяет дестабилизировать оборону, особенно если она нетипична. Как только мяч пойман приёмщиком, последний может продолжить бежать с мячом в руках. Чтобы передача была сделана по правилам, мяч должен быть пойман игроком, стоящим хотя бы одной ногой внутри границ площадки, и без касания земли. В обратном случае передача считается неполной. Если передача поймана игроком неприятельской команды, происходит поворот.

В обоих случаях вся команда может совершать блоки, чтобы защищать игроков, несущих мяч (куортербека, бегуна или приёмщика). Блоки должны совершаться только при толкании противника или его блокировке без использования рук для его задержания.
В фазе защиты может быть использован ряд методов остановки движения мяча вперёд:
- Захват за ноги: Цель захвата за ноги — уложить на землю держателя мяча. Как только держатель мяча оказывается на земле, игра останавливается, и следующая попытка нападения начинается в том месте, где игрок был задержан за ноги. Задержан за ноги может быть лишь игрок, переносящий мяч. Захват за ноги куортербека называется мешком. Если держатель мяча теряет его, мяч может быть подобран любой из двух команд. Этот особый случай называется неловким обращением (fumble) и может привести к повороту, если мяч подбирает обороняющаяся команда.
- Перехват: Имеет место, когда защитник пресекает передачу, предназначенную приёмщику. Защитник, выполнивший перехват, может нести мяч в руках, пока не будет задержан за ноги. В таком случае его команда начинает свою фазу нападения в том месте, где произошло задержание.

#### Ничья
В случае ничьей каждая команда имеет право на одно дополнительное получение мяча на линии в 35 ярдов неприятельской команды. Владение мячом заканчивается, когда нападающая команда забивает гол или подвергается повороту. Команда, получившая больше очков после двух получений мяча, объявляется выигравшей. Если обе команды получили одинаковое число очков, разыгрывается добавочная серия и так далее до определения выигравшего. Между тем, невозможно выиграть партию, произведя одну одиночную, или красную игру.

### Стратегии
Существует способ исполнения отбойного удара, заключающийся в коротком сильном ударе по мячу (он должен пройти более 10 ярдов, чтобы удар засчитали), чтобы получить мяч вместо неприятельской команды и таким образом начать фазу нападения. Этот особый способ исполнения первого удара по мячу называется onside kick и обычно используется лишь в случае, если команде перед его исполнением необходимо быстро сравнять счёт. Если бьющей команде не удаётся получить мяч до неприятельской команды, последняя начинает свою фазу нападения с расстояния, близкого к линии ворот. Это расстояние обычно позволяет ей, как минимум, попытаться совершить хороший трёхочковый полевой гол.

### Арбитры
На площадке во время матча присутствуют семь судей Канадской футбольной лиги. За все действия отвечает арбитр. В его работе ему помогают судья для схваток, полевой судья, задний полевой судья, два судьи на линии и главный судья на линии.

### Нарушения правил
- Положение вне игры (5 ярдов) Ни один игрок не может проходить через зону в один ярд между наступающей и обороняющейся командами до начала игры.
- Запрещённая операция (5 ярдов) Движение игрока от линии до розыгрыша мяча.
- Задержка (10 ярдов) Использование рук для задержки противника запрещено всегда, кроме задержки держателя мяча за ноги.
- Нарушение иммунитета (15 ярдов) Ни один игрок не может находиться ближе чем за пять ярдов от игрока, пытающегося поймать мяч после удара, за исключением первого удара по мячу.
- Запрещённая передача (10 ярдов) Когда куортербек проходит через линию схватки перед тем, как бросить мяч, или перед тем, как во время той же игры производится вторая передача вперёд.
- Запрещённый блок (10 ярдов) Блокировка защитником противника, не владеющего мячом, таким образом, когда игрок бросается на спину противника или падает назад.
- Блокировка передачи (15 ярдов или с места нарушения) Ограничивать способность игрока поймать передачу или отправиться за брошенным мячом.
- Запрещённая замена (10 ярдов) Игрокам запрещено входить на площадку для участия в игре после того, как арбитр предупредил о начале игры.
- Слишком много игроков (10 ярдов) Более 12 игроков на площадке.
- Намеренное избавление от мяча (10 ярдов или с места нарушения) Когда куортербек бросает мяч на землю или за пределы площадки без намерения найти приемлемого приёмщика.
- Наказуемое поведение (10 ярдов) Часто присуждается за неспортивное поведение.
- Задержка партии (5 ярдов) После предупреждения арбитра команда имеет двадцать секунд на розыгрыш мяча. Также называется задержкой розыгрыша.
- Запрещённое торможение (10 ярдов) После неловкого обращения, перехвата или получения блокированного удара запрещено бить потенциального держателя ниже пояса.
- Касание игрока, бьющего по мячу (10 ярдов) Запрещено касаться игрока, бьющего по мячу, когда он совершает отбойный удар.
- Запрещённое торможение сзади (15 ярдов) Если игрок во время передачи мяча а) находится более чем в трёх ярдах от игрока наступательной линии или б) находится в движении к мячу менее чем в трёх ярдах от игрока наступательной линии с места, расположенного далеко от внешней стороны, то ему запрещено перемещаться к мячу боком и касаться противника ниже пояса на расстоянии до пяти ярдов от линии схватки.
- Грубость (15 ярдов и 1-я автоматическая попытка нападающей команды, если команда-нарушительница обороняется) Всякий вспыльчивый жест, не находящий оправдания в контексте игры. Например: с большой силой ударить пасующего игрока, после того как была произведена подача; с большой силой ударить игрока, бьющего по мячу, после исполнения удара; ударить или толкнуть игрока, находящегося за пределами площадки; с большой силой ударить игрока в голову; использовать каску как оружие (при броске); с большой силой ударить игрока, находящегося далеко от места действия и который не участвует в игре; хватать противника за лицевой протектор и т. д.
- Чрезмерная грубость (25 ярдов и 1-я автоматическая попытка нападающей команды, если команда-нарушитель обороняется, и удаление игрока-нарушителя как минимум до конца матча) Всякое грубое действие, совершённое с явным намерением оскорбить.

### Любительский футбол
Гражданский и школьный на уровне среднего образования любительский футбол имеет 4 попытки (как в американском футболе) в отличие от 3 на младшем, университетском и профессиональном уровнях. Другие правила не отличаются от канадского футбола (12 игроков на площадке; площадка той же длины, то есть 110 ярдов и т. д.).